# 松永沙由里
松永 沙由里（まつなが さゆり、1979年4月23日 - ）は、日本のタレント、ファッションモデル、グラビアアイドル。所属事務所はフロス。

## 経歴

### テレビ出演
- TV東京「釣りロマンを求めて」リポーター(2009年)
- CX系「あしたのG」(2003年3月)

### コマーシャル出演
- 2009年01月〜2009年03月 マクドナルド「朝マック」
- 2008年10月〜2009年12月 富士通「FM-V」(カタログ,web,POP)
- 2007年02月〜2007年08月 キヤノン「IXY」(STILL ALL,web)
- 2006年09月 日本ロレアル(パンフレット,web)
- 2006年10月 アウトドアウェア「コロンビア」(POP,web)
- 2006年03月 日専連青森(ALL媒体)
- 2005年06月 FUJI XEROX「デジカメプリントサービス」
- 2005年04月 HONDA　プリモ(CM,STILL,web)

### プロモーションビデオ出演
- 河村隆一「恋をしようよ」

### 雑誌出演
- Cher（カタログ）
- イーストボーイ（カタログ）
- ゼクシィ（リクルート）
- sweet,smart（宝島社）
- MORE、non-no（集英社）
- 美的、Oggi（小学館）
- VoCE、ViVi（講談社）
- CREA（文藝春秋）
- begin（世界文化社）
- Get-on（学研）
- saita（7&i出版）
- bea's up（ベルシステム24）
- OZマガジン（スターツ出版）
- Hanako（マガジンハウス）
- FINE BOYS（日之出出版）

ほか多数。